# نظریه و نقد ادبی
نظریه و نقد ادبی: درسنامه‌ای میان‌رشته‌ای کتابی به نویسندگی حسین پاینده است که در سال ۱۳۹۸ توسط نشر سازمان مطالعه و تدوین کتب علوم انسانی دانشگاه‌ها به زبان فارسی منتشر شد. این کتاب در زمینه نقد ادبی بوده و در زمستان ۱۳۹۸ در فهرست نامزدهای دریافت جایزه کتاب سال قرار گرفت.
کتاب نظریه و نقد ادبی: درسنامه میان‌رشته‌ای به عنوان یکی از برگزیدگان سی و هفتمین دوره کتاب سال ایران انتخاب شد.